# Norra Svarttjärnen, Lappland
Norra Svarttjärnen är en sjö i Lycksele kommun i Lappland och ingår i Umeälvens huvudavrinningsområde. Sjön har en area på 0,59 kvadratkilometer och ligger 281,1 meter över havet. Sjön avvattnas av vattendraget Svartbäcken. Vid provfiske har abborre, gers, gädda och mört fångats i sjön.

## Delavrinningsområde
Norra Svarttjärnen ingår i det delavrinningsområde (721246-163487) som SMHI kallar för Utloppet av Norra Svarttjärnen. Medelhöjden är 318 meter över havet och ytan är 8,22 kvadratkilometer. Det finns inga avrinningsområden uppströms utan avrinningsområdet är högsta punkten. Svartbäcken som avvattnar avrinningsområdet har biflödesordning 4, vilket innebär att vattnet flödar genom totalt 4 vattendrag innan det når havet efter 218 kilometer. Avrinningsområdet består mestadels av skog (88 procent). Avrinningsområdet har 0,59 kvadratkilometer vattenytor vilket ger det en sjöprocent på 7,2 procent.